# Seznam srbskih generalov
Seznam srbskih generalov.

## A
Blagoje Adžić - Milivoje Antonijević - Vukoman Aračić -
Milan Arsenijević - Jovan Atanacković - Života Avramović

## B
Aleksandar Bakić -
Đuka Balenović -
Branislav Barjaktarević -
Jovan Belimarković -
Stevan Bikić -
Gedeon Bogdanović-Geco - Antonije Bogićević - Uroš Bogunović - Petar Bojović - Branko Borojević - (Svetozar Borojević) -
Stevan Bošković - Nikola Božanić - Miloš Božanović - (Borislav Božović) -
Jovan Branovački - Burek Sherifi

## Ć
Mile Ćalović -

## D
(Milan Daljević) - (Jovan /Janos/ Damjanić) - (Peko Dapčević) - Božidar Delić - Mićo Delić - Bratislav Dikić - Ljubiša Diković - Dragoljub Dinić - 
Ivan Djokić - Nenad Drakulić - Petar Drapšin - Momčilo Dugalić -
Vojislav Dulić - 

## Đ
Dragutin Đorđević (general) - Josif Đorđević -
Ilija Đuknić - Dimitrije Đurić - Ljubo(drag) Đurić - Predrag Đurić

## F
Dragutin Franasović

## G
(Dragutin Gavrilović - polkovnik) - Dimitrije Georgijević (prv. Bugarski; 1892-1959) - Vojislav Gojković - (Ivan Gošnjak) -
Čedo Grbić - Petar Gračanin - 
Krajimir Grbović - Sava Grujić -
Milan Gvero -

## H
Stevan Hadžić - Rade Hamović - Đura Horvatović

## J
(Pavle Jakšić) - Božidar Janković (1849-1920) - Milojko B. Janković (1884-1973) - Miodrag Jokić - Đoko Jovanić - Bogdan Jovanović - Branko Jovanović - Đorđe Jovanović - Jefta Jovanović - Mirko Jovanović -
Radmilo Jovanović - Radivoje Jovanović - Pavle Jurišić Šturm (Lužiški Srb)

## K
(Veljko Kadijević) - Savo Kesar - Živan Knežević - Milan Kuprešanin

## L
Vladimir Lazarević - Milojko Lešjanin - Đorđe Lukić - Sreten Lukić (P) - Nikola Ljubičić - Radoje Ljubičić

## M
Vojin Maksimović - Bogdan Mamula - (Branko Mamula-admiral) -
Rade Marković - Đuro Matić - Petar Matić -
Đura Mešterović -
Aleksandar Mezić -
Draža Mihajlović - Milorad Milatović - Dobroslav Milenković (1874-1973) - Radivoje Miletić (Bosan. Srb) - Radovan Miletić - Ljubomir Milić -
Miroslav Milisavljević - Borivoj Mirković - Stevan Mirković -
Živojin Mišić - Jovan Mišković - Jovan Mitić - (Ratko Mladić) - Milan Mojsilović - Hippolyte Mondain - Mile Mrkšić

## N
Kosta Nađ - Jovan Naumović - Milan Nedić - Tihomilj (Teša) Nikolić - Živojin Nikolić - Božo Novak

## O
Miloš Obradović - Vuk Obradović - Dragoljub Ojdanić -
Milenko Okiljević - Savo Orović

## P
Ljubivoje Pajović -
Anastas Paligorić - Vinko Pandurević (Bosanski Srb) - Života Panić -
Milojica Pantelić -
Nebojša Pavković -
Ivan Pavlović - Milovan Pavlović - Živojin Pavlović -
Jovan Pejković - Dušan Pekić -
Slobodan Penezić -
Marko Peričin -
Momčilo Perišić -
Dragoljub Petrović -
Dragoslav Petrović -
Dušan Petrović - Jovan Petrović -
Mihajlo Petrović -
Milivoje Petrović Blaznavac - Radoslav Petrović -
Đurađ Pokrajac - Zdravko Ponoš - Koča Popović - Jovan Praporčetović -
Radomir Putnik -

## R
Ilija Radaković - Milan Radenković -
Svetozar Radojević -
Dragoman Radojičić -
Goran Radosavljević -
Mihailo Rašić - Ante Raštegorac ?

## S
Dušan Simović - Vasilije Smajević -
Krsta Smiljanić - Ratko Sofijanić -
Stojadin Soldatović -
Miloš Stanimirović -
Živko Stanisavljević -
Radisav Stanojlović -
Stepa Stepanović - Momir Stojanović -
Svetislav Stojanović -
Žika Stojšić - Pavle Strugar -
Vukašin Subotić -

## Š
(Jefto Šašić) - Boško Šiljegović - Marinko Šiljegović -
Boško Škrbović - Miloš Šumonja -
Stevan Šupljikac -

## T
Rajko Tanasković - Milan Tankosić - Božidar Terzić - Milorad Terzić - (Velimir Terzić) -
Zdravko Tolimir - Petar Topalović

## V
Miloš Vasić - Aleksandar Vasiljević - Lazo (Lazar) Vidović - Nikola Vidović - Žarko Vidović -
Dušan Vignjević - Svetozar Višnjić -
Đoka Vladisavljević - Aleksandar Vojinović - Dragomir Vučković

## Z
Dmitar Zaklan - (Miloš Zekić) - (Milan Zelenika) - Milan Zarić - Bogdan Zimonjić

## Ž
Milan Žeželj